# Kirchdorf (Alsó-Szászország)
Kirchdorf község Németországban, Alsó-Szászországban, a Diepholzi járásban. Lakosainak száma 2313 fő (2023. december 31.).